# Odette Collet
Pour les articles homonymes, voir Collet.
Odette Collet (née le 21 avril 1922 à Marseille) est une réalisatrice française.

## Biographie
Née à Marseille et passionnée de théâtre, elle monte à Paris en 1948. Elle joue au théâtre des Champs-Élysées et au théâtre de la Michodière avec François Périer.
Elle commence à travailler pour la Radiodiffusion-télévision française en 1956, où elle est d'abord en charge des émissions pour la jeunesse, puis en 1958 elle travaille avec Frédéric Rossif sur Nos Amies les bêtes.
« En 1965, elle prend du galon et devient réalisatrice. Aussi à l'aise sur les émissions en direct, comme Les Jeux de 20 heures, que sur les « dramatiques », c’est-à-dire les fictions. »
En 1968, elle réalise avec Edmond Tyborowski un hommage à Tristan Bernard. Elle adapte la même année la pièce Le roi se meurt d'Eugène Ionesco.
En 1973, elle adapte à la télévision un roman d'Octave Feuillet, Julia de Trécoeur.
Odette Collet est considérée comme « une pionnière du petit écran », « la première femme réalisatrice de la télévision », plus précisément comme « la première femme à avoir réalisé une fiction diffusée en prime time » avec Vent de massacre en 1966.
Pour l'anniversaire de ses cent ans, elle reçoit la médaille de la ville de Saint-Raphaël.

## Télévision
- 1968 : Le roi se meurt (d'Eugène Ionesco), téléfilm
- 1969 : La Femme-femme, avec Rosy Varte, téléfilm
- 1973 : La Feuille de Bétel (du roman de Jeanne Cressanges), avec Paul Guers, feuilleton télévisé
- 1973 : Julia de Trécoeur, téléfilm d'après le roman d'Octave Feuillet
- 1973 : La Voix venue d'ailleurs, téléfilm
- 1973 : Le château aux portiques, avec Maria Meriko, téléfilm
- 1974 : Le Sicaire, avec Bernard Dimey
- 1978 : Cézanne ou l'art de mal vivre, reportage